# Austria-Alpha
Austria-Alpha war eine österreichische Motorradmarke, die der Inhaber einer großen Gießerei und erfolgreicher Rennfahrer Josef Illichmann in der 8. Hasnerstraße in Wien von 1933 bis 1952 neben seinem Gießereibetrieb führte. Zu seinen Bauten gehörten 250-cm³-V-2-Zylinder-Königswellen-Rennmaschinen und 500-cm³-Einzylinder mit OHV-Steuerung sowie Vorderradgabeln und Hinterradfederungs-Umbauten. Den Motorradbau gab Illichmann auf, um sich mehr seiner großen Gießerei widmen zu können. Nach dem Ende des Zweiten Weltkrieges baute er kurzzeitig 250er Zweitaktmotorräder mit Puch- und Ilo-Motoren (Modell Komet), deren Vollnabenbremstrommeln die erstaunlichen Maße 200 mm × 40 mm hatten. 
Illichmanns „Radial-Hinterradfederung“ bot gegenüber Carl Jurischs nachrüstbarer Geradweg-Hinterradfederung – nach einem Prospekt aus dem Jahre 1953 – den Vorteil: „Keine Kettendehnung, da Kreisbogenführung des Rades“. Illichmann bot auch spezielle Fußschaltungen für einige Puch-Motorradtypen an und Vollnabenbremsen. Diese Teile wurden nicht unter der Marke Austria-Alpha vertrieben.